# Ved-Ava Corona
La Ved-Ava Corona è una struttura geologica della superficie di Venere.